# Federal Way
Federal Way az Amerikai Egyesült Államok északnyugati részén, Washington állam King megyéjében elhelyezkedő város. A 2010. évi népszámlálási adatok alapján 89 306 lakosa van.

## Története
A Federal Way nevet először 1929-ben használták; az elnevezés a 99-es szövetségi országút (Federal Highway U.S. 99, ma Washington State Route 99) nevéből ered. A Federal Way-i Gimnázium 1930-ban nyílt meg.
A lakosok 1971-ben, 1981-ben és 1985-ben is szavaztak a városi rangról; Federal Way végül az 1990. február 28-ai voksolást követően kapta meg a rangot.

### Városfejlesztés
2007-ben a város megvásárolta az AMC Theatres egykori moziját, ahol a szomszédos Kent városához hasonló fejlesztést kívántak végrehajtani. A projektre a United Properties és az Alpert Capital tett ajánlatot. A négy, egyenként 15–22 emelet magas épületben 5600 négyzetméteren irodákat és üzleteket foglalna magában, amelyet 900 lakás és zöldfelületek egészítenének ki. A kivitelező United Properties pénzügyi problémák miatt haladékot kért, majd 2009 augusztusában javasolták, hogy inkább előadóművészeti központot hozzanak létre; az ötletet a város elvetette.
2009 szeptemberében a dél-koreai Lander Korus is a konzorcium tagja lett; a cég ígérete szerint a toronyházakat a magas koreai populáció miatt ázsiai építészeti elemekkel egészítenék ki. Miután a projekt határidejét ötödször is meghosszabbították, a város 2010 júliusában egy másik koreai vállalatot, a Twin Developmentet bízta meg, amely két 45 és egy 35 szintes épületet emelt volna. 2011 márciusában pénzügyi okok miatt a határidőt hetedszerre hosszabbították meg. A kivitelező célja az volt, hogy befektetésekért cserébe letelepedési jogot kaphassanak, azonban február 1-jéig ez nem történt meg.
2011-ben az Arcadd üvegtornyot épített volna, azonban a szükséges anyagi források hiányoztak. A város újabb befektetőt bízott meg; 2013 májusára elkészültek egy belvárosi park és közösségi tér tervei.
A belvárosi parktól északra fekvő játékbolt helyén előadóművészeti házat terveztek; a projektet többen kritizálták, mivel szerintük túlárazott, valamint 2017-ben nyílt meg a város hasonló célokra alkalmas közösségi központja.
2014-ben a veteránok napjához közeledve 18 méter magas zászlórudat állítottak fel, amelyre egy 4,6×7,6 méteres lobogót húznak fel. A rúdra először a Roger Freeman képviselő emlékére felhúzott, kisebb lobogó került.

### Területnövelés
Az 1990-es Washington State Growth Management Act értelmében Federal Way King megye bizonyos részeit a városhoz csatolandó területként (potential annexation area, PAA) kezeli; ilyenek Lakeland North Star Lake és Camelot kerületei. 2004-ben Federal Wayhez csatolták Northlake, East Redondo és Parkway kerületeket, mellyel a település 2,6 négyzetkilométerrel és 2700 lakossal bővült. Korábban a városhoz kívánták csatolni West Hillt, de az időközben Auburn része lett.
2007 februárjában a város hivatalosan is bejelentette, hogy magához csatolná East Federal Way Star Lake, Camelot, Lakeland és Jovita részeit; ezzel Washington hatodik legnagyobb városa jönne létre 75 négyzetkilométeres területtel és 106 ezer lakossal.
A 2007. augusztus 21-én tartott szavazáson East Federal Way lakói 66–34 arányban elutasították a városhoz való csatlakozást, mivel tartottak az adóemeléstől, habár a tanulmányok szerint ez nem következne be. 2011-ben ugyanezen terület kérte a megyétől a községgé nyilvánítást, azonban a népszavazás kiírásának kérését elutasították.

## Éghajlat
A város éghajlata mediterrán (a Köppen-skála szerint Csb).
| Hónap                         | Jan. | Feb.  | Már. | Ápr. | Máj. | Jún. | Júl. | Aug. | Szep. | Okt. | Nov.  | Dec.  | Év    |
| ----------------------------- | ---- | ----- | ---- | ---- | ---- | ---- | ---- | ---- | ----- | ---- | ----- | ----- | ----- |
| Rekord max. hőmérséklet (°C)  | 18,9 | 20,0  | 25,0 | 27,8 | 33,3 | 33,9 | 33,9 | 33,9 | 31,7  | 27,8 | 21,7  | 20,0  | 33,9  |
| Átlagos max. hőmérséklet (°C) | 8,9  | 10,6  | 13,3 | 15,6 | 18,9 | 22,2 | 25,0 | 25,0 | 21,7  | 16,1 | 11,7  | 8,3   | 16,5  |
| Átlagos min. hőmérséklet (°C) | 2,8  | 2,8   | 4,4  | 6,1  | 8,9  | 11,7 | 13,3 | 13,3 | 11,1  | 7,8  | 4,4   | 2,2   | 7,4   |
| Rekord min. hőmérséklet (°C)  | −8,3 | −11,7 | −9,4 | −1,7 | 1,1  | 2,8  | 7,2  | 5,0  | 1,1   | −3,3 | −15,0 | −14,4 | −15,0 |
| Átl. csapadékmennyiség (mm)   | 151  | 102   | 103  | 76   | 54   | 40   | 17   | 21   | 33    | 94   | 170   | 140   | 1001  |
| Forrás: The Weather Channel   |      |       |      |      |      |      |      |      |       |      |       |       |       |

## Népesség
A 2010-es népszámláláskor a városnak 89 306 lakója, 33 188 háztartása és 22 026 családja volt. A népsűrűség 1546,7 fő/km2. A lakóegységek száma 35 444, sűrűségük 613,9 db/km2. A lakosok 57,5%-a fehér, 9,7%-a afroamerikai, 0,9%-a indián, 14,2%-a ázsiai, 2,7%-a a Csendes-óceáni szigetekről származik, 8,3%-a egyéb, 6,6%-a pedig kettő vagy több etnikumú. A spanyol vagy latino származásúak aránya 16,2% (   )
A háztartások 35,9%-ában élt 18 évnél fiatalabb. 46,7% házas, 14% egyedülálló nő, 5,7% egyedülálló férfi, 33,6% pedig nem család. 26,3% egyedül élt; 7,3%-uk 65 éves vagy idősebb. Egy háztartásban átlagosan 2,67 személy élt; a családok átlagmérete 3,24 fő.
A medián életkor 24,9 év volt. A város lakóinak 25,6%-a 18 évesnél fiatalabb, 10,2% 18 és 24 év közötti, 27,7%-uk 25 és 44 év közötti, 26,1%-uk 45 és 64 év közötti, 10,3%-uk pedig 65 éves vagy idősebb. A lakosok 49%-a férfi, 51%-a pedig nő.

## Közigazgatás
A város hét képviselőjét négy évre választják. Az adminisztrációs feladatokra korábban városmenedzsert alkalmaztak, azonban a pozíciót a 2009 novemberében lezajlott szavazást követően megszüntették.

## Közlekedés
Federal Way közúton az Interstate 5-ön és a U.S. Route 99-en közelíthető meg.
A város buszpályaudvara 2006-ban nyílt meg, ahol 1100 férőhelyes parkoló és zárt kerékpártároló is található.

## Média
A városban adják ki a Federal Way Mirror újságot.

## Nevezetes személyek
- Apolo Ohno, gyorskorcsolyázó[40]
- Benson Henderson, harcművész[41]
- Bill Radke, rádiós műsorvezető[42]
- Bob Ferguson, amerikaifutball-játékos[43]
- Ciaran O’Brian, labdarúgó[44]
- Dan Spillner, baseballjátékos[45]
- DeAndre Yedlin, labdarúgó[46]
- Floyd Little, amerikaifutball-játékos[47]
- Frank Warnke, politikus[48]
- Hank Conger kosárlabdázó[49]
- Jaden McDaniels, kosárlabdázó
- James Sun, a Zoodango vezérigazgatója[50]
- J. R. Celski, gyorskorcsolyázó[51]
- John Moe, rádiós műsorvezető[52]
- Kelyn Rowe, labdarúgó[53]
- Kyle Secor, színész[54]
- Lamar Neagle, labdarúgó[55]
- Mario Batali, séf[56]
- Michael Dickerson, kosárlabdázó[57]
- Reggie Jones, bowljátékos[58]
- Roy Thomas, baseballjátékos[59]
- Sam Kim, énekes[60]
- Sanjaya Malakar, énekes[61]
- Sean Okoli, labdarúgó[62]
- Shaun Bodiford, amerikaifutball-játékos[63]
- Tony Barnette, kosárlabdázó[64]
- Travis Ishikawa, baseballjátékos[65]

## Testvérvárosok
A település testvérvárosai:
- Tonghe, Dél-Korea
- Hacsinohe, Japán

## Fordítás
- Ez a szócikk részben vagy egészben  a   Federal Way, Washington című angol Wikipédia-szócikk ezen változatának fordításán alapul.  Az eredeti cikk szerkesztőit annak laptörténete sorolja fel. Ez a jelzés csupán a megfogalmazás eredetét és a szerzői jogokat jelzi, nem szolgál a cikkben szereplő információk forrásmegjelöléseként.